# Catherine Houlmont
Catherine Houlmont, née le 5 décembre 1979 à Épernay, est une tireuse sportive française.
Elle est médaillée de bronze en tir à la carabine en position couchée à 300 mètres aux Championnats du monde de tir 2010 à Munich et en tir à la carabine en position couchée à 300 mètres par équipes aux Championnats du monde de tir 2014 à Grenade.